# Distrikt Acopía
Der Distrikt Acopía (auf Quechua Aqupiya oder Aqopiya) liegt in der Provinz Acomayo der Region Cusco in Südzentral-Peru. Der Distrikt wurde am 23. Februar 1861 gegründet. Er besitzt eine Fläche von 71,4 km². Beim Zensus 2017 wurden 2953 Einwohner gezählt. Im Jahr 1993 lag die Einwohnerzahl bei 3079, im Jahr 2007 bei 2557. Die Distriktverwaltung befindet sich in der auf einer Höhe von 3713 m gelegenen Ortschaft Acopía mit 1585 Einwohnern (Stand 2017). Acopía liegt 25 km südöstlich der Provinzhauptstadt Acomayo.

## Geographische Lage
Der Distrikt Acopía liegt im Andenhochland im Südosten der Provinz Acomayo. Er umfasst das südliche und östliche Seeufer der Laguna Pomacanchi. Zentral im Distrikt befindet sich der See Laguna Acopía. Der Río Vilcanota fließt östlich des Distrikts nach Norden.
Der Distrikt Acopía grenzt im Westen an den Distrikt Pomacanchi, im Norden an den Distrikt Sangarará, im Osten an den Distrikt Checacupe (Provinz Canchis) sowie im Süden an den Distrikt Mosoc Llacta.

## Ortschaften
Im Distrikt gibt es neben dem Hauptort folgende größere Ortschaften:
- Santo Domingo (345 Einwohner)

## Im Distrikt Acopía/Aqupiya geboren
- Miguel Ángel Hurtado Delgado (1922–1951), peruanischer Lehrer, Journalist, Musiker und Komponist
- Valeriana Huillca Condori (1913–2014), peruanische Landarbeiterin, bekannt als Valicha